# 잔프랑코 로시
잔프랑코 로시(Gianfranco Rosi)는 이탈리아의 영화 감독이자 촬영 감독, 영화 프로듀서, 각본가이다. 2013년 영화 《성스러운 도로》 (Sacro GRA)가 제70회 베네치아 국제 영화제에서 황금사자상을 수상하였는데 이는 다큐멘터리 영화의 첫 황금사자상 수상이며 이탈리아 영화로는 15년 만의 수상이다. 2016년 영화 《파이어 앳 시》 (Fuocoammare)가 제66회 베를린 국제 영화제에서 황금곰상을 수상하였다.

## 작품
- Boatman (1993)
- Afterwords (2001)
- 《그들만의 세상》 (Below Sea Level) (2008)
- 《엘 시카리오: 164호》 (El sicario - Room 164) (2010)
- 《성스러운 도로》 (Sacro GRA) (2013)
- 《파이어 앳 시》 (Fuocoammare) (2016)